# Achille Boulogne
Achille Boulogne, né le 7 novembre 1851 à Paris et mort le 27 février 1893 dans la même ville, est un journaliste, comptable et homme politique français.
Républicain et libre-penseur, il rejoint le mouvement boulangiste et participe à la création du Syndicat des révoqués avec Charles Mordacq.

## Biographie

### Premières années comme militant républicain
Né en 1851, Achille Boulogne démarre comme comptable au Ministère de la guerre et s'investit en politique comme secrétaire du Comité d'initiative électoral municipal républicain du quartier Gros-Caillou destiné à soutenir la candidature de André-Saturnin Morin dans le quartier du Gros-Caillou. Saturnin-Morin s'étant désisté, Boulogne appel avec son comité à voter pour Tony Révillon. L'année suivante, il devient président du Comité républicain démocratique soutenant le candidat Marius Poulet pour les élections municipales. Très actif, il continue à présider des réunions publiques et devient vite une personnalité du 7e arrondissement. En 1883, il rentre au comité de la section de propagande du 7e de la Ligue pour l'abolition de  l'armée permanente fondée par les blanquistes du Comité révolutionnaire central (CRC). 
En 1884, Achille Boulogne fonde L'Égalité, société de libre pensée du 7e arrondissement avec comme but la propagation de l'athéisme et le combat contre la « réaction cléricale ». Il devient également le rédacteur en chef du journal Le VIIe arrondissement, poste qu'il quitte en 1886.

### Passage au Boulangisme
En 1888, il adhère au mouvement boulangiste et écrit quelques brochures de propagande comme Pourquoi nous aimons le général Boulanger. Devenu secrétaire de la Ligue révisionniste du 7e arrondissement, il est révoqué en février 1889 de son poste d'employé au Ministère de la guerre pour sa participation à la campagne boulangiste du 27 janvier comme d'ailleurs une centaine d'autres membres de la fonction publique tel que Émile Goussot ou encore Charles Mordacq. Cette révocation fait grand bruit dans la presse et Boulogne va par la suite écrire une lettre adressée à Charles de Freycinet : « Monsieur le ministre, vous venez de me révoquer d’un trait de plume; vous avez privé de son gagne-pain un modeste employé, et cela pourquoi ? — Parce que je suis boulangiste (…) Mais rassurez-vous : votre mesure inique ne me changera nullement, pas plus qu’elle ne retardera d’un jour l’échéance fatale de l’effondrement des parlementaires. Au contraire, monsieur le ministre, frappez, révoquez les fonctionnaires trop républicains que possède l’administration, mais gardez précieusement les créatures des Galliffet et des Saussier  (…) En agissant ainsi, vous nous ferez plaisir, car le spectacle publie de toutes vos iniquités ne saurait nuire à ceux qui n’ont qu’un rêve : l’établissement d’une République honnête et démocratique ». 
Dans les mois qui suivent, Boulogne devient rédacteur régulier du journal boulangiste La Cocarde et, dès l'été 1889, se « reconvertit dans le journalisme véreux et Belleval, qui cherche une plume pour sa campagne électoral à Sceaux-Villejuif, le nomme directeur-gérant de son éphémère Républicain révisionniste ».

### Famille
Il se marie le 5 mai 1869 avec Marguerite Antoinette Toison, fille de Guillaume Toison, républicain de 1848 et combattant de la Commune de Paris.

## Publications
- Pourquoi nous aimons le général Boulanger, 1888